# Насьональ (станция метро, Марсель)
Насьональ (фр. Nationale) — станция линии 2 Марсельского метрополитена, расположенная в III округе Марселя на границе кварталов Сен-Морон и Ла-Вилет, в непосредственной близости от пригорода Бельвю (Феликс Пиа). Названа по одноимённому бульвару, под которым расположена.

## История
Станция была открыта 14 февраля 1987 года, в составе третьего пускового участка линии 2 Жольет — Бугенвиль..

## Конструкция и оформление
Односводчатая станция мелкого заложения, построенная методом крытой траншеи. В оформлении путевой стены использована кафельная плитка оранжевого цвета, дополненная красочными панелями, которые образуют радугу на каждой из двух платформ между двумя эскалаторами, ведущими на выход.

## Режим работы
- Станция открыта ежедневно с 5:00 до 1:00 по центральноевропейскому времени. В вестибюле установлены автоматы по продаже билетов.